# 峯泉郡
峯泉郡（：／ Pongchŏn gun */?）是朝鮮民主主義人民共和國黃海南道東南部內陸的一個郡，位於滅惡山脈南麓，最高點主之峰海拔712公尺。東有禮成江流過。面積492.73平方公里。2008年人口79,740人。下分1邑、22里。

## 歷史
1952年自平山郡和延白郡各劃出一部份組成平川郡（평천군）。1990年改用現名。